# Metzgerturm (Ribeauvillé)

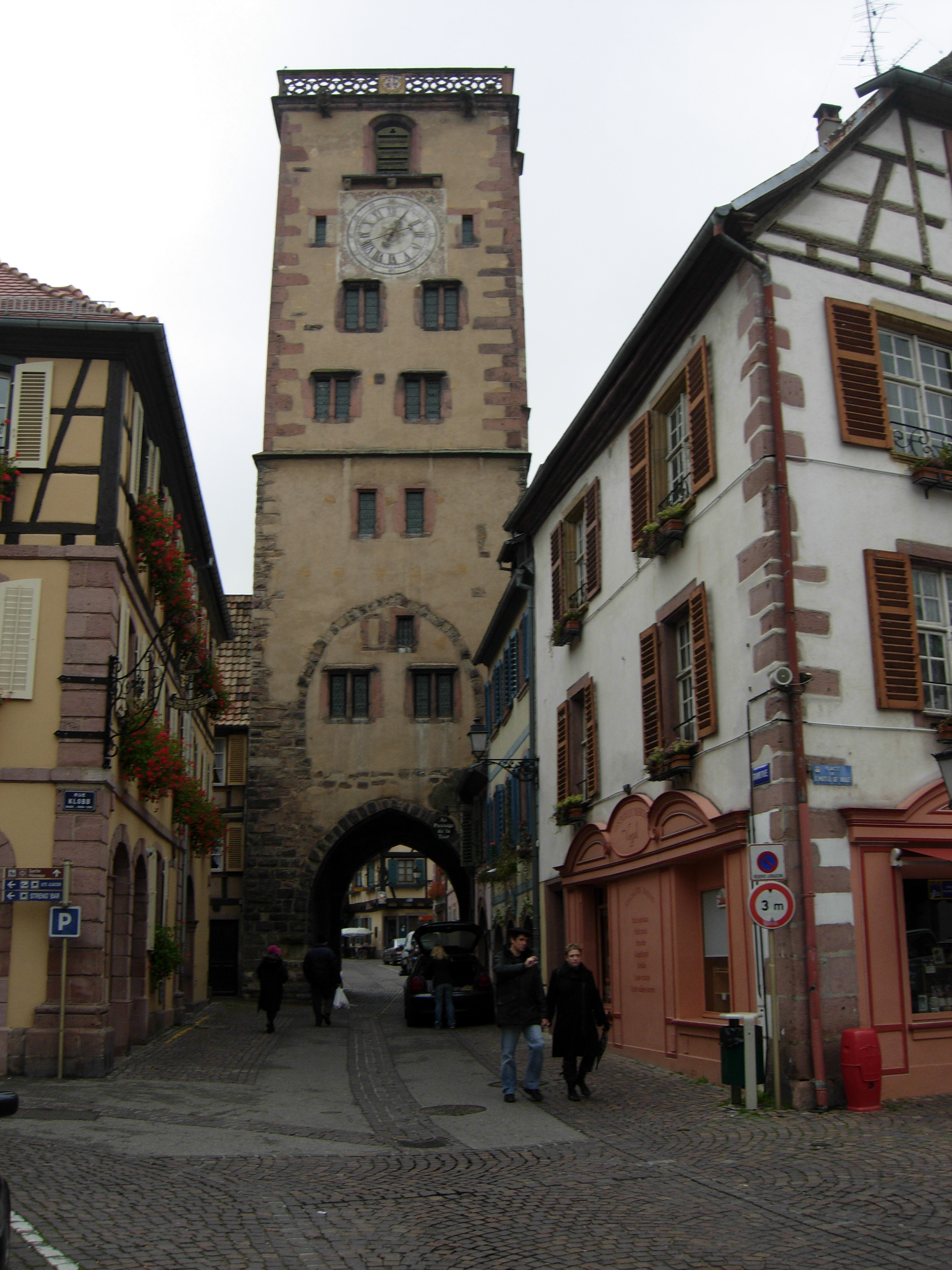
Turm von Ribeauvillé

Der Metzgerturm (französisch Tour des Bouchers) ist ein mittelalterlicher Torturm in Ribeauvillé (Rappoltsweiler), Elsass, und Wahrzeichen des Ortes. Der Metzgerturm wurde im späten 13. Jahrhundert zwischen der Ober- und Mittelstadt errichtet und in gotischer Zeit erhöht. In dem Uhrturm befindet sich noch heute eine Glocke, die den Stadtbewohnern im Mittelalter die nächtliche Sperrstunde signalisierte.